# Майкл Беннетт (боксер)
Майкл Беннетт (англ. Michael Bennett; 26 березня 1971, Чикаго) — американський професійний боксер, чемпіон світу серед аматорів.

## Аматорська кар'єра
Беннетт почав займатися боксом у 1996 році, коли йому було 25 років, перебуваючи у в'язниці, як спосіб підтримувати форму під час відбування покарання за збройне пограбування.
На чемпіонаті світу 1999 став чемпіоном.
- В 1/8 фіналу переміг Патріка Местерса (Нідерланди) — 6-3
- У чвертьфіналі переміг Серіка Умірбекова (Узбекистан) — 6-0
- У півфіналі переміг Штеффена Кречманна (Німеччина) — AB 2
- Золоту медаль чемпіона отримав без бою лише через те, що кубинська зірка Фелікс Савон бойкотував фінал і покинув турнір разом з кубинською командою.

На Олімпійських іграх 2000 переміг досвідченого поляка Войцеха Бартніка за очками, а у чвертьфіналі програв кубинцю Феліксу Савону після зупинки (RSCO) у 3-му раунді за рахунку 23–8 на користь кубинця.

## Професіональна кар'єра
2001 року дебютував на професійному рингу, але його кар'єра тривала недовго. Після чотирьох поразок нокаутом в чотирнадцяти боях від ненайсильніших суперників Беннетт пішов у відставку в 2003 році.